# Paweł Minkowski
Paweł Minkowski (ur. 26 lipca 1888 w Carskim Siole, zm. 22 sierpnia 1947 w Bernie) – polski ekonomista, doktor nauk politycznych, poseł na Sejm RP III kadencji.

## Życiorys
Urodził się w rodzinie Augusta i Tekli z Lichtenbaumów. Był bratem: Mieczysława (1884–1972), Eugeniusza (1885–1972) i Anatola (1891–1939).
Do szkół średnich uczęszczał w Warszawie. W 1906 złożył maturę. Ukończył wyższą szkołę handlową w Lipsku i uniwersytet we Fryburgu. W 1916 ukończył kurs wyższy administracji państwowej. W latach 1918–1921 pracował w Departamencie Budżetowym w Ministerstwa Skarbu, którego był ostatnim wicedyrektorem. 3 listopada 1921 został szefem Wojskowej Kontroli Generalnej i cywilnym podsekretarzem stanu w Ministerstwie Spraw Wojskowych. 15 grudnia tego samego roku, na własną prośbę, został zwolniony ze stanowiska szefa Wojskowej Kontroli Generalnej. W latach 1922–1933 pracował w Towarzystwie Fabryk Portland-Cementu „Wysoka” w Warszawie. W latach 1930–1935 był posłem na Sejm Rzeczypospolitej Polskiej III kadencji z ramienia BBWR. Od 1933 przewodniczył Radzie Traktatowej Samorządów i Organizacji Gospodarczych. Od 1935 był wiceprzewodniczącym Izby Przemysłowo-Handlowej w Warszawie.

## Ordery i odznaczenia
- Krzyż Komandorski Orderu Odrodzenia Polski (8 listopada 1930)[5]